# Max Graf
Max Graf (Vienna, 1º ottobre 1873 – Vienna, 24 giugno 1958) è stato uno scrittore, insegnante e critico musicale austriaco, membro del circolo di Sigmund Freud.

## Biografia
In questo circolo fu protagonista di una vicenda famosa e scientificamente rilevante, sottoponendo il proprio figlio Herbert di circa cinque anni a terapia psicoanalitica sotto la supervisione di Freud. Il caso venne pubblicato da Freud nel 1908, con il titolo Analisi della fobia di un bambino di cinque anni ("Il Piccolo Hans").
Figlio di Joseph Graf, scrittore ed editore ebreo, dal 1891 frequentò la facoltà di giurisprudenza dell'Università di Vienna laureandosi nel 1896, ma dedicò molto del suo tempo alla composizione e alla critica della musica e partecipò regolarmente alle riunioni del gruppo letterario Jung-Wien.
Graf studiò musica sotto la guida di Anton Bruckner, di Eduard Hanslick, e di Guido Adler a Vienna.
Nel 1902 diventò professore di storia della musica e di estetica musicale all'Accademia imperiale di musica e arti sceniche di Vienna, incarico che conservò fino al 1938.
Tra le due guerre mondiali, è stato uno dei più famosi critici musicali.
Dopo l'Anschluss nel 1938 emigrò a New York, dove lavorò come docente fino al 1947 alla New School for Social Research, al Carnegie Institute of Technology di Pittsburgh e alla Temple University di Philadelphia. A New York si attivò per diffondere la critica musicale.
Nel 1947, ritornò in Austria per insegnare al Mozarteum di Salisburgo.
Ha svolto l'attività di critico musicale della Wiener All. Ztg. e del Der Tag; dal 1921 è stato redattore del Musicalischen Kurier.
Tra i suoi scritti, segnaliamo: Deutsche Musik im 19. Jahrhundert, Wagner-Probleme und andere Studien.

## Opere
- Wagner-Probleme, und andere Studien, 1900;
- Die Musik im Zeitalter der Renaissance, 1905;
- Die innere Werkstatt des Musikers, 1910;
- Richard Wagner im "Fliegenden Holländer": ein Beitrag zur Psychologie künstlerischen Schaffens, 1911;
- Legend of a musical city, 1945;
- Composer and critic: Two hundred years of musical criticism, 1946;
- Modern music: Composers and music of our time, 1946;
- From Beethoven to Shostakovich: The psychology of the composing process, 1947;
- Geschichte und Geist der modernen Musik, 1953;
- Die Wiener Oper, 1955.